# Молдовська Демократична Республіка

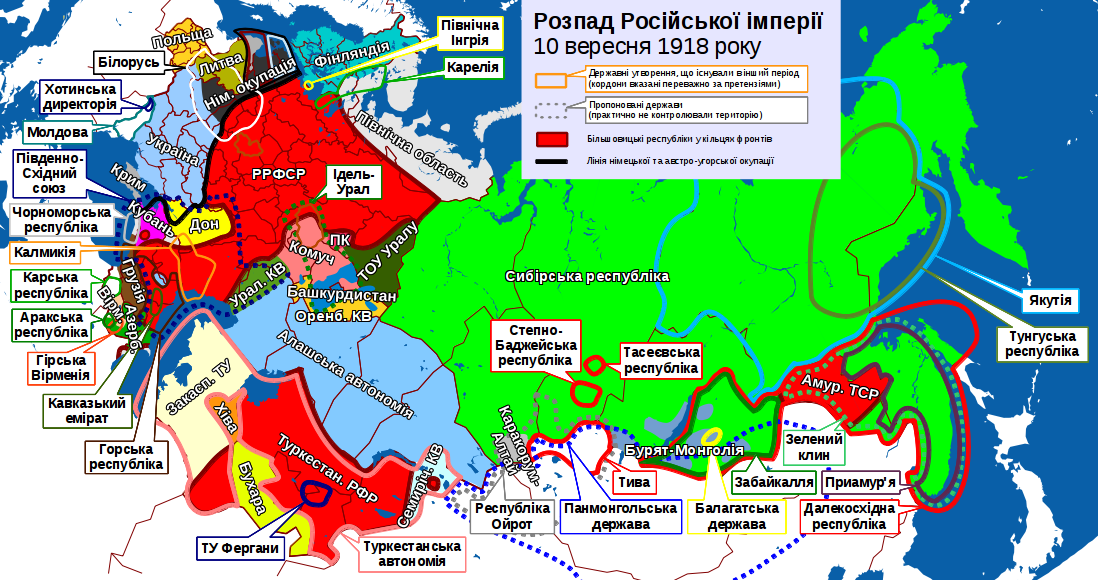
МДР на карті розпаду Російської імперії

Молдовська Демократична Республіка (МДР, рум. Republica Democratică Moldovenească, RDM) — держава на території Бессарабської губернії, проголошена 15 грудня 1917 року та ліквідована 10 грудня 1918 року. Фактично була парламентською республікою, на чолі якої стояв Сфатул Церій (Рада краю, Крайова рада).
Спочатку була проголошена як автономна республіка у складі Російської республіки, але вже 23 січня 1918 року проголосила повну незалежність від небільшовицької Росії.
27 березня 1918 року увійшла до складу Румунського королівства. Остаточно ліквідована декретом румунського короля Фердинанда I 10 грудня 1918 року.

## Державний устрій та становище республіки

### Населення
У Молдавській Демократичній Республіці проживало близько 2 700 000 осіб. Основу населення держави становили молдавани, які у своїй більшості проживали у центральних районах Бессарабії. Найменше молдаван проживало в південних регіонах МДР — Буджаку. У республіці також були національні меншини — українці, гагаузи, німці, болгари, євреї, цигани, албанці, росіяни та ін. З національних меншин на початку XX століття у Бессарабії проживало близько 20 % українців, 11 % євреїв, близько 8 % росіян, серед них липовани — старообрядці, що бігли у XVIII столітті в дельту Дунаю, 5 % болгар, 4 % гагаузів, 0,6 % циган.
У південній частині Буджак романомовні народи становили 27 % населення, біля Білгород-Дністровського  - 23 %.

### Прапор, гімн та герб
За час свого існування Молдавська Демократична Республіка використала всі три головні атрибути, що уособлювали її державність: загальнорумунський синьо-жовто-червоний етнічний триколор, загальнорумунський революційний гімн «Прокидайся, Румун!» та історичний герб Бессарабської губернії, заснований на гербі середньовічного Молдавського князівства.
Гербовий прапор МДР — відповідно до кольорів герба. Запропоновано П. Горе.
Молдовська Демократична Республіка мала герб і два варіанти прапора, але жоден не був затверджений офіційно. За повідомленнями молдавських джерел, прапором Республіки був горизонтальний триколор із синього, жовтого та червоного кольорів (кольорів герба Бессарабської губернії без урахування романівської чорно-жовто-срібної облямівки). «Духовним автором» цього прапора називають Павла Горе — лідера Молдовської національної партії. Також був популярним і використовувався як прапор республіки червоно-синє полотнище, порядок кольорів якого не було встановлено. Його могли вішати нагору будь-якою стороною: як червоною, так і синьою. Така розмальовка прапора пояснювалася тим, що його отримували за допомогою випаровування білої смуги з прапора. Ці кольори прапора передбачалися Органічним регламентом 1832 для Західної Молдови.
Герб МДР був схожий на герб Молдавського князівства, тому що його центральною частиною була голова тура, оточена півмісяцем, зіркою та трояндою. Усі елементи герба були на щиті.

### Кордони
Чітких кордонів МДР не існувало. Незважаючи на це, західний кордон республіки проходив по колишньому російсько-румунському кордоні по річках Пруту та Дунаю. На півдні західний кордон виходив до Чорного моря, а на півночі він нічим не обмежувався. Вузький простір між Прутом і Дністром на півночі Бессарабії межував з Буковиною, що належала Австро-Угорщині. Там також не було чітких меж. Згідно з Третім універсалом Української Народної Республіки, її кордон проходив річкою Дністром. Одночасно ця річка служила кордоном МДР, хоча тривалий час питання східного кордону Молдови було відкритим. Східні рубежі республіки також обмежувалися на півдні Чорним морем.
МДР межувала на заході з Румунським королівством, на північному заході — з Австро-Угорщиною. На сході по черзі змінювалися сусіди республіки — УНР, «Одеська Радянська Республіка» , «Бессарабська Радянська Соціалістична Республіка» (утворена вже після приєднання МДР до Румунії, але до ліквідації молдовської автономії).

### Територіальний поділ
Столицею республіки став Кишинів. Молдавська Демократична Республіка, як і Бессарабська губернія, ділилася на 8 повітів. Це були Аккерманський повіт (центр в Аккермані), Бельцький (центр — Бельці), Бендерський (центр — Бендери), Ізмаїльський (центр — Ізмаїл), Кишинівський (центр — Кишинів), Оргіївський (центр — Оргіїв), Сороцький (центр — Сороки) та Хотинський (центр — Хотин). Для полегшення управління повітами Сфатул Церій призначив кожен із повітів свого коменданта.
Не маючи чітких кордонів, МДР лише частково контролювала свою територію, в регіоні фактично не було єдиновладдя, оскільки частина Бессарабії визнавала владу Рад робітничих, солдатських та селянських депутатів та Військово-революційного комітету Південного регіону.
Акерманський повіт був підконтрольний Одеській Радянській Республіці, проте в березні 1918 румунські війська взяли штурмом Білгород-Дністровський і завершили заняття Бессарабії.

### Органи влади
Власне, МДР була парламентської республікою. Її парламент — Сфатул Церій (Рада краю, Крайова рада) виник раніше самої республіки 4 грудня 1917 року. У Сфатул Церій головою став есер Іон Інкулець, віце-головою — П. Н. Халіппа . Виконавчим органом Сфатул Церій став Директорат — Рада Генеральних Директорів. До Директорату входило 9 міністрів на чолі з П. Єрханом. Цей орган державної влади обирався народним голосуванням, в 1917 відбулися єдині вибори в Сфатул Церій. У парламенті більшість місць із 150 належали молдаванам — 105 мандатів, ще 15 місць займали українці, 13 — євреї, 6 — росіяни, 3 — болгари, 2 — німці, ще 2 — гагаузи, по одному мандату належало поляку, греку та вірменину. Національність одного депутата невідома.
Сфатул Церій вирішував найважливіші державні відносини. Саме він проголосив про створення МДР, а пізніше проголосував за входження республіки до складу Румунії. Сфатул Церій та Директорат були скасовані указом короля Румунії 10 грудня 1918 року, вже після того, як МДР потрапила до складу Румунії.
У молодій республіці робилися спроби створити свою конституцію. У березні 1918 група молдовських юристів розробила конституцію МДР, яка так і не стала основним законом країни. Директорат намагався організувати суспільне життя країни. Міністри хотіли створити армію, розробити закони, упорядкувати місцеву владу у регіонах республіки. Нічого цього не було створено, оскільки після входження Молдови до складу Румунії це все втратило сенс.

## Політична історія

### Створення
Після перемоги Жовтневої революції у Петрограді по всій Бессарабії активізувалася діяльність Рад, у яких значне місце займали більшовики . Резолюцію про визнання Радянської влади було прийнято спочатку в Бендерах на спільному засіданні партій есерів та соціал-демократів із профспілками міста, яке пройшло 28 жовтня 1917 року. Кишинівська Рада визнала Радянську владу 22 листопада. У Тирасполі були спроби перетворення Рад на орган влади. Ситуація, що склалася, а також заворушення в селі та курс Української Центральної Ради на незалежність змусили Сфатул Церій (Рада Краю) 2(15) грудня 1917 року прийняти декларацію, що проголошувала створення Молдавської Демократичної Республіки:
 «…Цього грізного, історичного моменту єдиний шлях порятунку Російської Демократичної Республіки — в організації її народів на принципі державного національно-територіального самовизначення. Грунтуючись на цьому принципі, — з метою відновлення державного порядку та в ім'я закріплення завоювань Революції, — Басарабія, через своє історичне минуле, оголошується відтепер Молдавською Народною Республікою, що входить, як рівноправний член, до складу єдиної Російської Федеративної Демократичної Республіки»  .
У Сфатул Церій йшли дебати щодо назви республіки. Одним із варіантів була «Бессарабська республіка». Але перемогла думка П. Єрхана, який наполягав, що «назву республіці потрібно дати на ім'я того народу, який переважає чисельно в Бессарабії»  .
Декларація про утворення МДР передбачала захист демократичних прав і свобод, передачу землі селянам без викупу, восьмигодинний робочий день, контроль над виробництвом та споживанням, забезпечення населення товарами першої необхідності та харчуванням, збільшення заробітної плати, створення національної армії, рівні права для всіх національностей тощо. По суті ця декларація повторювала декларацію про створення самого Сфатул Церій.
Депутати Сфатул Церій поінформували офіційною телеграмою уряд у Петрограді. Нова республіка була визнана Петроградською Радою та Радою Народних Комісарів . Кишинівська рада есерів і соціал-демократів гарантувала підтримку в втіленні в життя декретів про мир, землю і робочий контроль  .
Молдовани лівобережжя Дністра також брали активну політичну участь у створенні республіки. Там їх чисельність на початку XX століття становила близько 50 % населення, і ця територія (у наш час відома як Придністров'я) збиралася приєднатися до МДР. Одразу після проголошення утворення Молдовської демократичної республіки в Кишиневі відбувся з'їзд солдатів лівобережжя Дністра, де обговорювалося можливе приєднання регіону до МДР. Згодом у Григоріополі та Тирасполі відбулося ще кілька молдавських з'їздів, на яких були присутні представники Сфатул-Церій. На з'їздах були прийняті рішення про культурну та політичну єдність Бессарабії та лівобережжя Дністра та розширення території МДР за рахунок сучасного Придністров'я, але це так і не було реалізовано у зв'язку зі складною політичною ситуацією.

### Політична ситуація у республіці
7 грудня 1917 року було організовано Раду Генеральних Директорів (уряд), що з дев'яти генеральних директорів (міністрів) на чолі з П. Єрханом, який був і міністром сільського господарства. Були призначені комісари у повітах, робилися спроби створення армії, створювалися комітети із вироблення законів. Однак Сфатул Церій не мав ні адміністративних, ні фінансових можливостей для підтримки громадського порядку в республіці.
Тим часом збільшився вплив Рад: створювалися загони Червоної Гвардії, з в'язниці звільнялися політичні ув'язнені, здійснювався контроль за цінами та вилучалися товари у спекулянтів; ситуацію в селі контролювали селянські комітети, які не допускали представників Ради Генеральних Директорів та здійснювали захоплення поміщицьких земель; особливо ускладнювало обстановку присутність залишків російської армії, на той час зовсім розклалася. Солдати молдавських частин відмовлялися брати участь у придушенні аграрного руху.
Після створення Молдавської демократичної республіки в Бессарабії запанував хаос. Різні населені пункти визнавали різну владу — Російську Республіку , Радянську Росію, молдавську, українську, владу Одеської республіки, радянської Бессарабії . В окремих регіонах Бессарабії та Буджаку влади не було зовсім. На управління південним сходом Бессарабії та українським Херсоном претендував Румчерод, у виконкомі якого засідали більшовики та ліві есери . Румчероду також підпорядковувалися всі революційно налаштовані війська регіону, що ускладнювало становище МДР. Російські війська, що входили до Румунського фронту, перейшли на бік Української Народної Республіки . Командування цих військ намагалося викорінити будь-які прояви більшовизму у їхніх лавах. Румчерод намагався перешкодити цьому та вів військові дії проти частин колишнього Румунського фронту. Таким чином, на території МДР велася війна двох сил, які не мали жодного відношення до республіки.
Звернення революційного штабу з охорони Бессарабії
У умовах лідери Сфатул Церій почали вести переговори з румунським урядом про запровадження військ Молдови. Відомості про ці переговори проникли в пресу, що викликало масовий протест населення. Не чекаючи завершення переговорів 7 грудня 1917, під приводом закупівлі продовольства два полки румунської армії перетнули Прут, зайняли Леово і кілька прикордонних сіл. Більшовики Кишинівського гарнізону змогли виставити заслін румунським військам, а революційно налаштовані солдати взяли під контроль прикордонну станцію Унгени  .
Після цих подій 20 грудня у Кишиневі та інших містах були поширені прокламації, спрямовані проти Сфатул Церій та звинувачують його у продажу Бессарабії Румунії. Уряд МДР відкидав ці звинувачення. 21 грудня в «Бессарабському житті» було опубліковано інформацію, що «села Погенешть, Сарата Резешть та Войнешть оточені румунськими арміями, які стріляють по населенню». Резолюції, що виражали протест проти введення румунських військ, опублікували багато громадських організацій, включаючи селянські з'їзди Хотинського та Бєльцького повітів, другий з'їзд Румчерода та інші  .

28 грудня 1917 року на засіданні Сфатул Церій у Селянській фракції П. Єрхан поставив на голосування питання необхідності введення румунських військ «для боротьби з анархією, охорони продовольчих складів, залізниць та укладання іноземної позики». Ця пропозиція була прийнята більшістю голосів (38). Військовий міністр МДР Г. Пинтя заявив  :
…молдавське населення, і особливо солдати-молдавани, були збуджені і розгнівані тим, що прийдуть румуни, щоб відібрати у них землю, здобуту в результаті революції, і свободи, завойовані після віку страждань…
У той же день у Кишиневі розпочав роботу фронтвідділ Румчерода, діяльність якого була спрямована на підготовку опору румунським військам, які готувалися до введення до Бессарабії.
Проведенню в Бессарабії революційних перетворень більшовиками завадила інтервенція військ Центральної ради, що розпочалася 5 (18) січня 1918 року, а 6 (19) січня — Румунії  .

### Загострення ситуації
Товариші! Настала грізна хвилина! Усі бідняки: молдавани, українці, великороси, євреї, поляки та інші національності, згуртуйтеся один з одним від малого до великого; станьте грізною стіною на захист землі та волі.
З революційного звернення, січень 1918
На початку січня румунські війська перейшли молдовський кордон і зайняли міста Болград, Кагул, Леово , Унгени і кілька сіл. 6 січня 1918 року була спроба увійти до Кишинева з боку Роздільної загоном трансільванців. Проти них виступили частини фронтвідділу Румчерода та молдавські загони, які були відправлені на підтримку румунським військам Радою Генеральних Директорів, але перейшли на бік більшовиків. Вони роззброїли трансільванців та відправили їх до Одеси.
8 січня румунські війська розпочали наступ на північні та південні райони МДР. У відповідь на це Бельська повітова рада селянських депутатів створила Революційний штаб з охорони Бессарабії та червоногвардійський загін. Також було створено Революційний Комітет порятунку Молдавської Республіки, що складався з представників Рад Кишинева, Бендер, Тирасполя та Молдавського солдатського комітету півострова Крим. Але сили були нерівними, і після кількох днів кровопролитних боїв революційний штаб залишив Кишинів, 13 січня його зайняли румунські війська. 10 січня в Аккермані відбувся З'їзд Придунайських земств та самоврядувань, на якому було засуджено політику Румунії щодо Бессарабії. Того ж дня у Болграді проходив Солдатський з'їзд 6-ї армії. Румунські війська застали 6-у армію зненацька, тому їм протистояло лише 800 людей. Увечері місто було зайнято 2500 румунськими бійцями. Незважаючи на це, частини 6-ї армії, що залишилися, зникли в місцевих селах і вели локальні бої проти румунської армії. Зокрема, відступ було проведено у напрямку підконтрольного більшовикам Аккермана та Маяків. Влада Радянської України та Радянської Росії відреагувала на введення румунських військ у Бессарабію, порвавши з нею всі стосунки. Таким чином, Румунія опинилася у стані війни з РРФСР та УРСР. Українська Народна Республіка також висловила невдоволення тим, що відбувається, і відправила до Румунії ноту з вимогою припинити просування румунських військ до Хотина.
15 січня Сфатул Церій з ініціативи І. Інкулець провів урочисте засідання на честь прийому румунського генерала Є. Броштяну. У своїх заявах Сфатул Церій переконував населення, що румунські війська прийшли лише для боротьби з анархією та охорони залізниць та складів. У той же час румунські війська зайнялися конфіскацією майна, яке раніше належало Російській імперії, за рахунок чого сподівалися поправити становище у повоєнній Румунії. Окрім майна, конфіскації підлягали харчові продукти з продовольчих складів.
У цей час північ МДР аж до Єдинець і Дондюшан був зайнятий австро-угорськими військами, а чотири румунські дивізії, що посіли решту Молдови, надавали коридор для передислокації німецьких військ до Одеси. У Кишиневі ж розпочав роботу Губернський селянський з'їзд, однак він був розігнаний, а члени президії — молдавани В. Рудьєв, Которос, Прахницький, І. Панцир та українець П. Чумаченко — були звинувачені в антирумунізмі та розстріляні за наказом коменданта Кишинева.

### Бої румунських військ з місцевим населенням
21 січня румунські війська спробували зайняти Ізмаїл. Це великий, нині український річковий порт, а також місто повітового значення. В Ізмаїлі в роки Першої світової війни знаходилася база Дунайської флотилії. Матроси флотилії чинили опір румунським військам, їх підтримали місцеві робітники, які сформували окремий загін. Проте 22 січня місто потрапило під контроль Румунії, оскільки в Ізмаїлі панувала політична плутанина. З одного боку, частина місцевої влади підпорядковувалася МДР, з іншого — Румчероду.
23 січня після взяття румунами Ізмаїла Румчерод офіційно оголосив Румунії війну. Штаб Румчерода тоді знаходився в Одесі, йому підпорядковувалася низка місцевих органів самоврядування в Бессарабії. Тим часом румунські війська продовжували наступ углиб регіону, і 25 січня була зайнята Кілія — також стратегічно важливий порт. Після взяття Кілії на Дунаї почалися масштабні бої між Дунайською флотилією та румунським флотом. Судна Дунайської флотилії спробували прорватися до Ізмаїла, але атака була відбита. У відповідь румунські війська розпочали контрнаступ по воді. З 30 січня всі бої на Дунаї зосередилися навколо Вилкового. Наступ по суші було неможливо, оскільки місто з усіх боків оточене плавнями, тому центральне місце відводилося флоту. Оборону Вилкового організував анархіст Анатолій Желєзняков, також відомий як Желєзняк. Йому із Севастополя морем було вислано підкріплення — 1000 людей. Вилкове було взято румунами лише на початку лютого, що дозволило їм розпочати наступ на Татарбунари.
Тим часом, 22 січня 1918 року міністр П. Єрхан поінформував Сфатул Церій, що Українська Народна Республіка проголосила незалежність. На засіданні вночі з 23 на 24 січня в умовах дислокації на території республіки румунських військ Сфатул Церій проголосив незалежність. У декларації про незалежність проголошувалися демократичні права та свободи, рівність народів, передача землі селянам тощо. Тим часом великі бої велися біля Білгорода-Дністровського. З 28 по 30 січня у місті точилися вуличні бої між прихильниками Центральної Ради УНР та більшовиками. У результаті місто ненадовго потрапило під контроль більшовиків. Тим часом населення Молдови продовжувало активний опір румунським військам.
Обороною Бендер керував бендерський штаб, очолюваний Р. Борисовим (Старим), разом із фронтотделом Румчерода. Перша спроба взяти Бендери була зроблена 29 січня, але солдати 5-го та 6-го Заамурських полків, робітники загони та ополченці відстояли місто. 2 лютого румунам вдалося увійти в місто, але російські війська, що прибули через Дністер, допомогли робочим загонам і ополченцям вибити їх з міста. 7 лютого місто все-таки було взято. Румунські війська зігнали біля будівлі паровозного депо близько трьох тисяч людей, наказали зняти верхній одяг і цілий день протримали на морозі. Близько п'ятисот захисників міста було розстріляно біля паркану, який згодом назвали «Чорним» .
Тим часом румунська армія, посівши інші регіони Бессарабії, спробувала форсувати Дністер. Командувач групою військ Червоної Армії в Україні М. Муравйов швидко на це відреагував, всього за добу перекинувши залізницею до Дністра 3000 своїх бійців. Він розосередив їх вздовж усієї річки, особливо велике угруповання знаходилося поблизу Бендер і Тирасполя. Йому допомагала так звана Особлива Одеська армія, що підпорядковувалася Одеській Радянській Республіці (але незабаром через свою нечисленність ця армія була перейменована на Тираспольський загін). Румунські війська зробили ще одну спробу форсувати Дністер, але та провалилася. Після цього було підписано перемир'я, а вся Бессарабія виявилася підконтрольною Румунії  .
Проте більшовики створили Верховну колегію російсько-румунських справ, яка своїми вимогами до румунів покинути Бессарабію спровокувала поновлення війни. Справа в тому, що більшовики побоювалися взяття румунськими військами Одеси. Муравйов вимагав від одеситів та міського голови виділити йому 10 000 000 рублів задля забезпечення військових дій. Румуни тим часом продовжували знищення з'єднань більшовиків, завдавши їм серйозного удару у Рибниці . Незважаючи на це, Муравйов вніс пропозицію розпочати контрнаступ на Молдавію та Румунію, розпочавши з них здійснення світової революції . Однак більшовики не мали достатніх сил для наступу, а Антанта почала тиск на румунську сторону з вимогами припинити вогонь, і 8 березнябув підписаний «Протокол ліквідації російсько-румунського конфлікту»  .
Під контролем більшовиків залишалася невелика ділянка в Південній Бессарабії та велике місто Білгород-Дністровський. Після взяття Татарбунар румунська армія змогла розгорнути наступ на це місто та підконтрольну більшовикам ділянку.
У другій половині лютого радянські війська розбили румунські частини на лінії Резіна — Шолданешти і завдали удару в районі Кіцкан . Румунський уряд був змушений піти на переговори із Радянською владою. Спільний протокол про ліквідацію радянсько-румунського конфлікту було підписано 5 березня румунською та 9 березня радянською стороною. Угода складалася з дев'яти пунктів  :
Становище надзвичайно серйозне. Війська колишнього фронту дезорганізовані, насправді фронту немає, залишилися лише штаби, місце знаходження яких не з'ясовано. Надія лише на підкріплення ззовні. Одеський пролетаріат дезорганізований та політично неписьменний. Незважаючи на те, що ворог наближається до Одеси, вони не думають хвилюватися. Ставлення до справи дуже холодне — специфічно одеське.
З телеграми Муравйова Леніну, лютий 1918
Чорноморський флот мною зосереджений, і я кажу вам, що від ваших палаців нічого не залишиться, якщо ви не прийдете мені на допомогу! З каменем на шиї я втоплю вас у воді і віддам ваші сім'ї на розтерзання. Я знаю, що у ваших скринях є гроші. Я люблю починати мирно… Дайте трохи грошей, будете разом з нами… Я знаю це місто. Гроші є. На жаль, у багатьох містах знаходяться самозванці-більшовики, які грабують, але я маю достатньо сил знищити їх…
З мови Муравйова в Одесі, початок 1918
- Упродовж двох місяців румунські війська залишають Бессарабію, і та повертається під контроль російської сторони.
- Відразу після підписання договору забезпечення порядку в регіоні та недопущення анархії переходить місцевій міліції, а не румунським військам, як це планувала румунська сторона
- Російська та румунська сторони обмінюються заарештованими та бранцями
- Румунія не вживатиме військових дій по відношенню до місцевого населення та Червоної Армії
- Російська сторона повинна надати Румунії надлишок їжі, що зберігається на складах, після задоволення потреб своїх солдатів
- У разі непередбаченої ситуації румунські війська мають право шукати притулок на території, підконтрольній Червоній Армії.
- У разі спільних військових дій Червоної Армії та румунських військ проти третьої сторони (під ними малися на увазі Центральні держави) між командуваннями арміями повинен бути встановлений контакт
- У разі виникнення нових протиріч російська та румунська сторона повинні їх залагодити шляхом переговорів за посередництвом США, Великої Британії та Франції.

З радянської сторони угоду підписали Х. Раковський, М. Брашеван, В. Юдовський та М. Муравйов, а з румунської — міністр закордонних справ та голова ради міністрів А. Авереску . Однак цій угоді не судилося набути чинності. В результаті боїв з контрреволюційними силами Червоної Армії довелося віддалитися від Дністра, а Румунія не виконала своїх зобов'язань і взяла курс на приєднання Бессарабії, спираючись на підтримку великих земельних власників та політиків із Сфатул-Церій  .
Наступного дня після підписання договору про припинення вогню Румунія порвала угоду та зайняла Білгород-Дністровський. Це загострило ситуацію навколо Одеси, оскільки тепер Румунія повністю контролювала Бессарабію. Вогонь поступово зійшов нанівець лише до кінця березня.

### Приєднання до Румунії
У березні 1918 року було опубліковано проект конституції МДР, розроблений групою молдавських юристів. Він передбачав зокрема, що «Молдавська республіка становить незалежну та неподільну державу, чия територія не може бути відчужена», хоча реально МДР контролювала лише частину своєї території.
Керівники Сфатул Церій І. Інкулець і Д. Чугуряну здійснили кілька поїздок до Яс з метою консультації з питання об'єднання Бессарабії з Румунією з румунським урядом, що знаходилися в цьому місті, оскільки Бухарест був окупований німецькими військами. В результаті переговорів було розроблено план, згідно з яким питання про приєднання має вирішуватися Сфатул Церій, а не референдумом, і після приєднання Бессарабія збереже статус провінційної автономії, Сфатул Церій залишиться найвищим органом влади та обиратиметься всенародним голосуванням.
2 квітня «Президент» і «прем'єр-міністр» Республіки повідомлено про те, що за згодою Антанти і Центральних держав Румунія збирається приєднати Бессарабію  .
27 березня  (9 квітня)  1918 року відбулося історичне засідання Сфатул Церій. На ньому було поставлено питання щодо об'єднання Бессарабії з Румунією. Під час голосування будівля, де засідав Сфатул Церій, була оточена румунськими військами  з кулеметами, на самому голосуванні були присутні румунські військові влади. Представники німецької, болгарської та гагаузької меншин заявили, що у цьому питанні утримуються від голосування, а також оголосили голосування незаконним  .Представник селянської фракції В. Циганко та представник Російської культурної ліги А. Грекулов заявили, що питання об'єднання можна вирішити лише шляхом всенародного референдуму. Однак до їх аргументів не прислухалися, і було проведено відкрите поіменне . За приєднання проголосувало 86 депутатів, проти — 3, утрималися — 36, були відсутні на засіданні — 13  .
У регіоні почалися масові страйки та повстання. У квітні страйкували кишинівські залізничники, у травні-червні залізничники всієї Бессарабії. У Кишиневі, Тирасполі, Рибниці та інших містах відбулися першотравневі демонстрації. У Бендерах, Унгенах та Окнице було підпалено та підірвано артилерійські склади інтервентів. У Кам'янці та у багатьох селах мали місце селянські заворушення. На лівому березі Дністра активізувався партизанський рух.
У листопаді розпочалася підготовка до мирної конференції у Парижі, де Румунія мала намір домогтися міжнародного визнання об'єднання. Румунський уряд організував скликання Сфатул Церій з метою ухвалення рішення про беззастережне об'єднання Бессарабії з Румунією без будь-яких умов про автономію. Перед відкриттям Сфатул-Церій генеральний комісар Бессарабії генерал Войтяну запросив депутатів і переконував їх відмовитися від автономії.
На засіданні з 25 по 26 листопада 1918 року за відсутності кворуму 45-ма голосами (з 125) було прийнято рішення про безумовне приєднання Бессарабії до Румунії, яке ліквідувало всі умови акту від 27 березня (9 квітня) 1918 року. Незабаром після ухвалення цього рішення Сфатул Церій припинив своє існування. Значна частина депутатів висловила протест із цього приводу і навіть направила меморандум румунському уряду з вимогами відновити автономію згідно з актом від 27 березня, але їхні претензії не було прийнято до уваги. Наступні 22 роки Бессарабія входила до складу Румунії.

### Хотинське повстання
У січні-лютому 1919 приблизно в 100 населених пунктах Північної Бессарабії (головним чином в Хотинському і Сорокському повітах) спалахнуло збройне повстання за звільнення від румунського панування  .
Головним завданням румунських окупаційних військ було придушення українського населення, яке не бачило для себе перспектив розвитку в націоналістичній румунській державі  . Більшість молдавського населення також була анатагоністично налаштована по відношенню до румунської влади. Це, а також суворий окупаційний режим та аграрна «реформа», за якою землі поверталися поміщикам або підлягали викупу, радикалізували опозицію, викликали масове невдоволення, а згодом і збройний виступ народних мас  .
Повстання розпочалося стихійно окремими збройними виступами селян із листопада 1918 року. Надалі дві організації — " Національна спілка бессарабців " та комітет " На захист Бессарабії " почали готувати організований виступ. Його основною силою були партизанські загони, що боролися проти режиму австронімецької окупації та спиралися на широкі верстви селянського населення та окремі групи озброєних селян. У Хотинському повстанні брали участь також робітники та представники інтелігенції. Воно мало міжнародний характер: у лавах повсталих боролися разом українські та молдавські трудящі  .

### «Бессарабське питання»
Приєднання регіону до Румунії спричинило виникнення «Бессарабського питання» — радянсько-румунської суперечки що до належності Бессарабії. Аргументами радянської сторони було те, що Бессарабія до 1918 ніколи не входила до складу Румунії, і дісталася Росії в 1812 за підсумками війни з Османською імперією. Частина місцевого населення ідентифікувала себе як молдовани і бажала створення незалежної національної молдавської держави або молдавської автономії. Також у краї проживали росіяни, українці, гагаузи, болгари, німці та інші народи, незадоволені політикою Бухареста по відношенню до них. Румунська ж сторона наполягала на остаточності волевиявлення народу в особі Сфатул Церій у 1918 році.
У 1940 році Бессарабія була приєднана до СРСР.

## Економічний стан
Економіка республіки зазнала збитків у результаті Першої світової війни та Громадянської війни в Росії. Економіка регіону ще до Жовтневої революції була у поганому стані. Порівняно з 1913 роком у МДР кількість підприємств скоротилася з 14 500 до 10 000, ціни на товари зросли в середньому в 7-12 разів, а посівні площі скоротилися на 19 %. Значний вплив на економіку Молдови цього періоду надав відтік робочої сили. Працездатних чоловіків закликали до армії та відправляли на фронт, у зв'язку з чим не вистачало робочих рук на полях та заводах. У країні у зв'язку із кризою було багато спекулянтів; з ними боролася влада МДР.
Молдова була аграрною країною. У селах після Жовтневої революції відбувався перерозподіл земель, зокрема поділ колишніх поміщицьких володінь. Для цього на місцях створювалися спеціальні селянські комітети.
На території МДР знаходилися військові склади із продовольством, якими користувалися у містах країни. Румунія, яка також зазнала втрат у результаті Першої світової війни, вирішила відновити свою економіку за рахунок бессарабської. Для цього румунські війська під час введення в Молдову отримали наказ конфіскувати все колишнє державне майно Російської імперії. Пізніше договором від 9 березня 1918 між російською і румунською сторонами цей процес фактично був узаконений.

## Бессарабська РСР
Молдавські більшовики, які не погоджувалися з фактом приєднання Молдови до Румунії, емігрували в Україну, проголосивши 11 травня 1919 р. Бессарабську РСР, яка проіснувала до 1920 р. Влада республіки розташовувалась у місті Одеса.
Більшовицькі діячі, переправившись через Дністер, без особливого успіху намагалися підбурити бессарабців до антирумунського повстання. Найбільші інспіровані ними виступи в Хотині в січні 1919 р. і в Бендерах у травні того ж року були криваво придушені румунською армією.
Під час польсько-радянської війни столицю Бессарабської РСР було перенесено до Тирасполя. 12 жовтня 1924 року в рамках УРСР було проголошено Молдавську АРСР, яка мала стати сходинкою на шляху до приєднання Бессарабії та Північної Буковини до СРСР